# سفارة الإكوادور في روسيا
سفارة الإكوادور في روسيا هي أرفع تمثيل دبلوماسي لدولة الإكوادور لدى روسيا. تقع السفارة في موسكو وهي تهدف لتعزيز المصالح الإكوادورية في روسيا.

## وصلات خارجية
- قائمة سفارات الإكوادور
- قائمة السفارات في روسيا